# フランス・ウーテルス
フランス・ウーテルスことフランシスクス・ウーテルス（Franciscus "Frans" Wouters、1612年 - 1659年）は、アントウェルペンやイギリスで活動した画家である。神聖ローマ皇帝フェルディナント2世の宮廷画家などを務めた。「Kabinetstuk（キャビネット画）」といわれる小さなサイズの作品を多く描いた。

## 略歴
アントウェルペンに近いリールで生まれた。1629年にアントウェルペンの画家、版画家のピーテル・ファン・アフォント(Pieter van Avont: 1600–1652)の徒弟となるが、1634年にピーテル・パウル・ルーベンス(1577-1640)の工房に移った。1635年にアントウェルペンの聖ルカ組合に親方として登録された。1635年にはルーベンスの指揮下で、他のアントウェルペンの画家たちと、スペインの王子でスペイン領ネーデルラント総督のフェルナンド枢機卿のアントウェルペン入城を歓迎するための装飾の仕事に加わった。
神聖ローマ皇帝フェルディナント2世の宮廷画家になり、1637年に大使としてイギリスに派遣され、当時皇太子だったチャールズ2世 に仕えることになった。その頃イギリス国王チャールズ1世の宮廷画家として働いていたアンソニー・ヴァン・ダイクと会っていると考えられている。1641年にアントウェルペンに戻り、再びピーテル・ファン・アフォントと絵の取引の商売も始め、アントウェルペンの有力者の娘と1644年に結婚した。1648年に聖ルカ組合の役員になった。
1659年にアントウェルペンで銃の暴発の事故で亡くなった。
画家としては、神話などの題材で人物のいる風景画を装飾的なスタイルで描いた。

## 作品

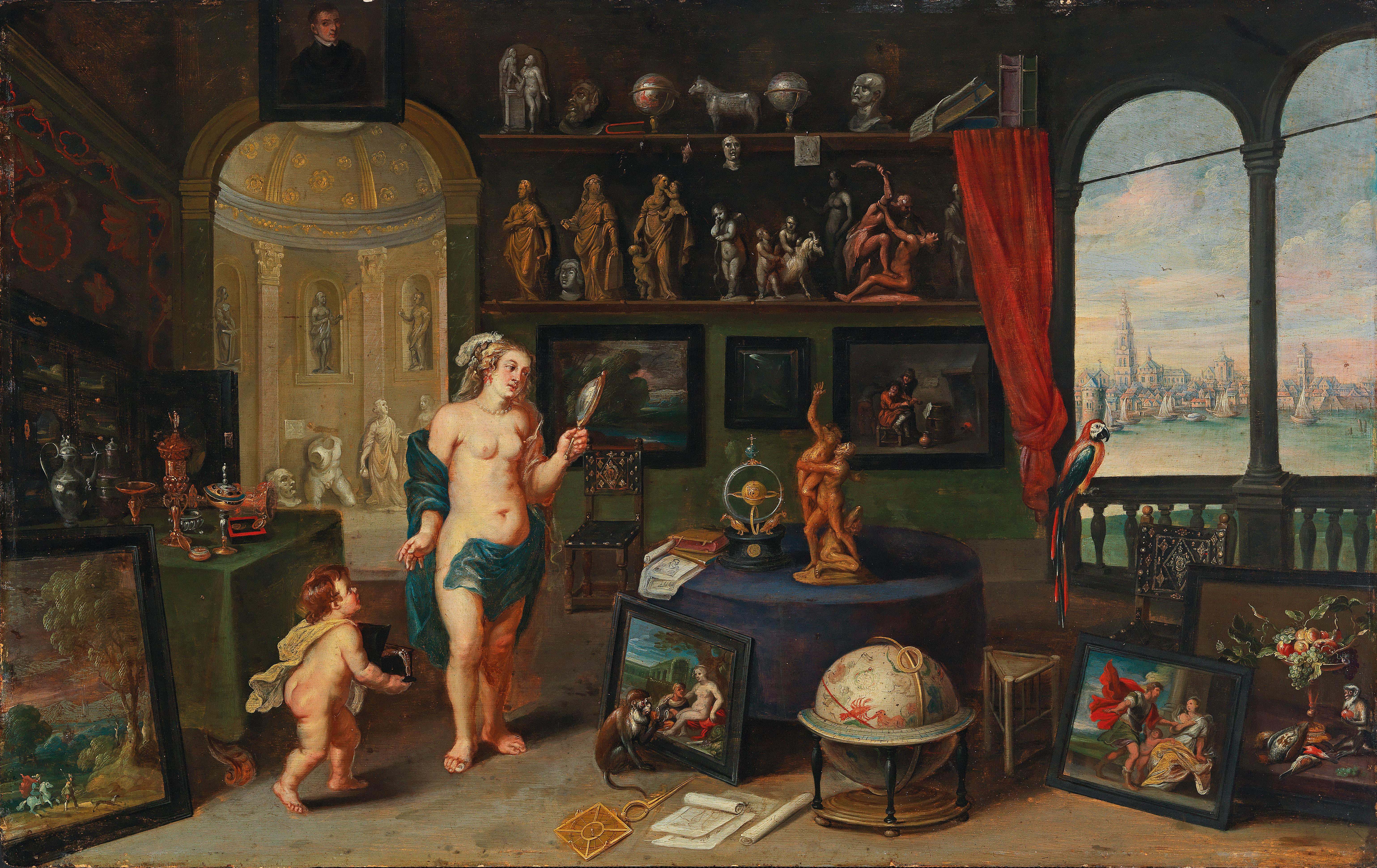
「視覚の寓意」
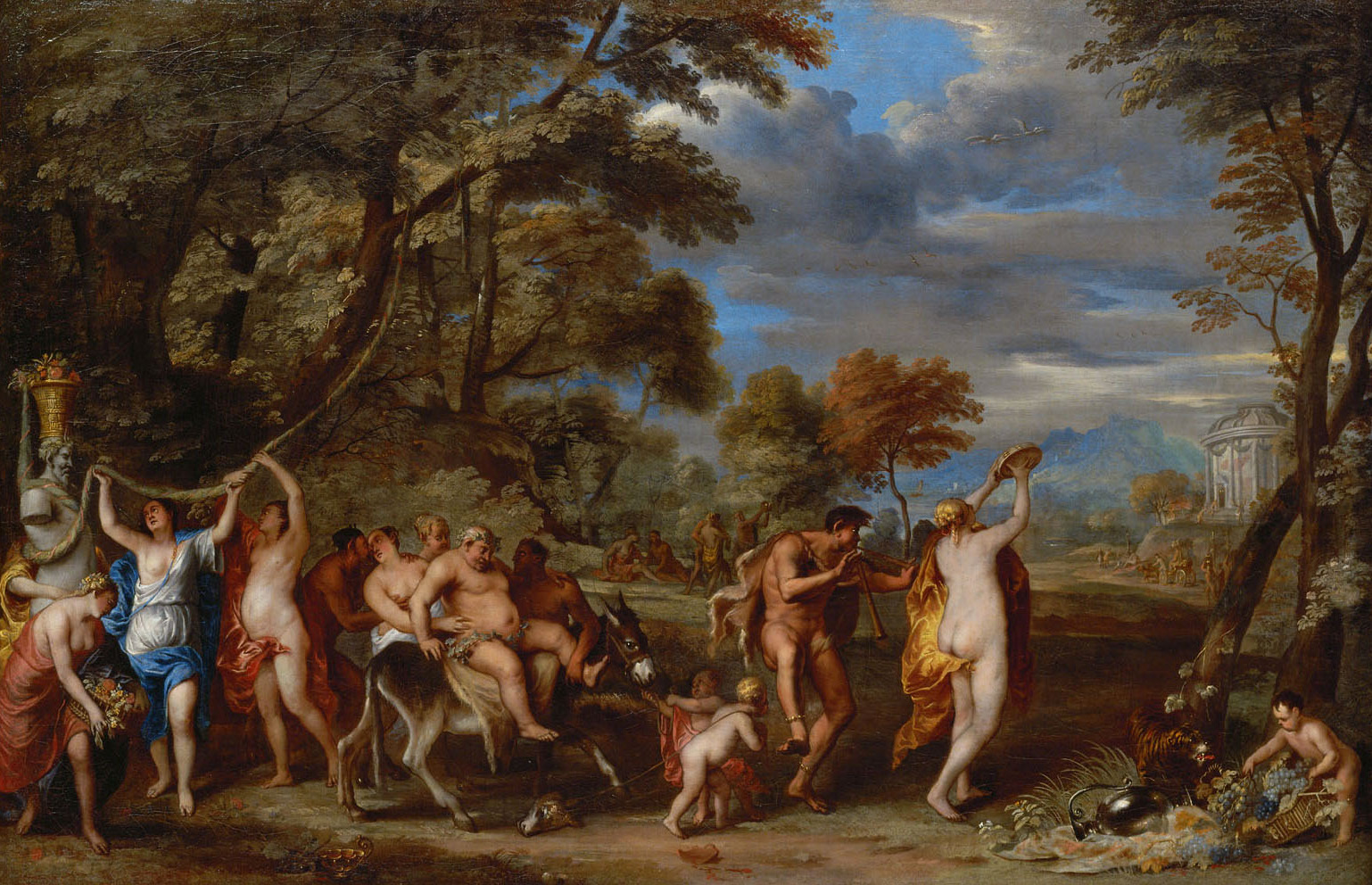
バッカナール(どんちゃん騒ぎ) 美術史美術館蔵
虹のかかる風景(c.1634)
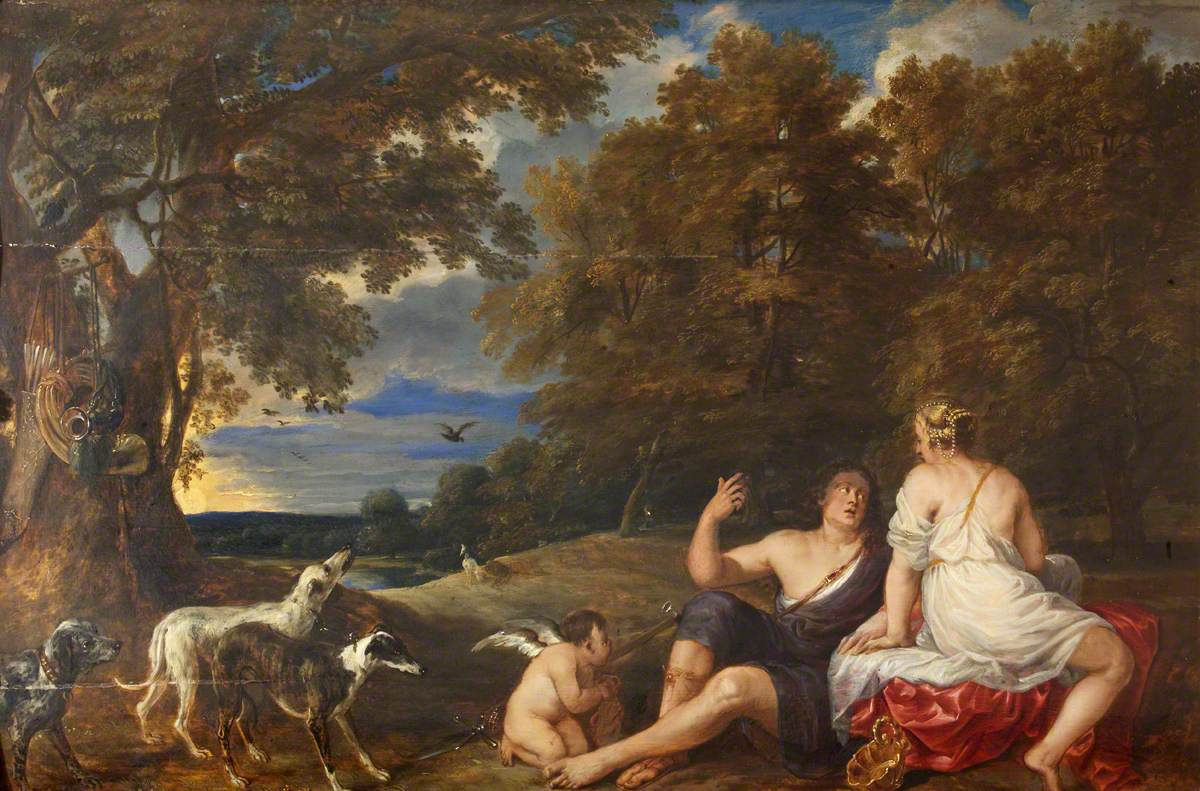
ビーナスとアドニス National Museum Wales 蔵
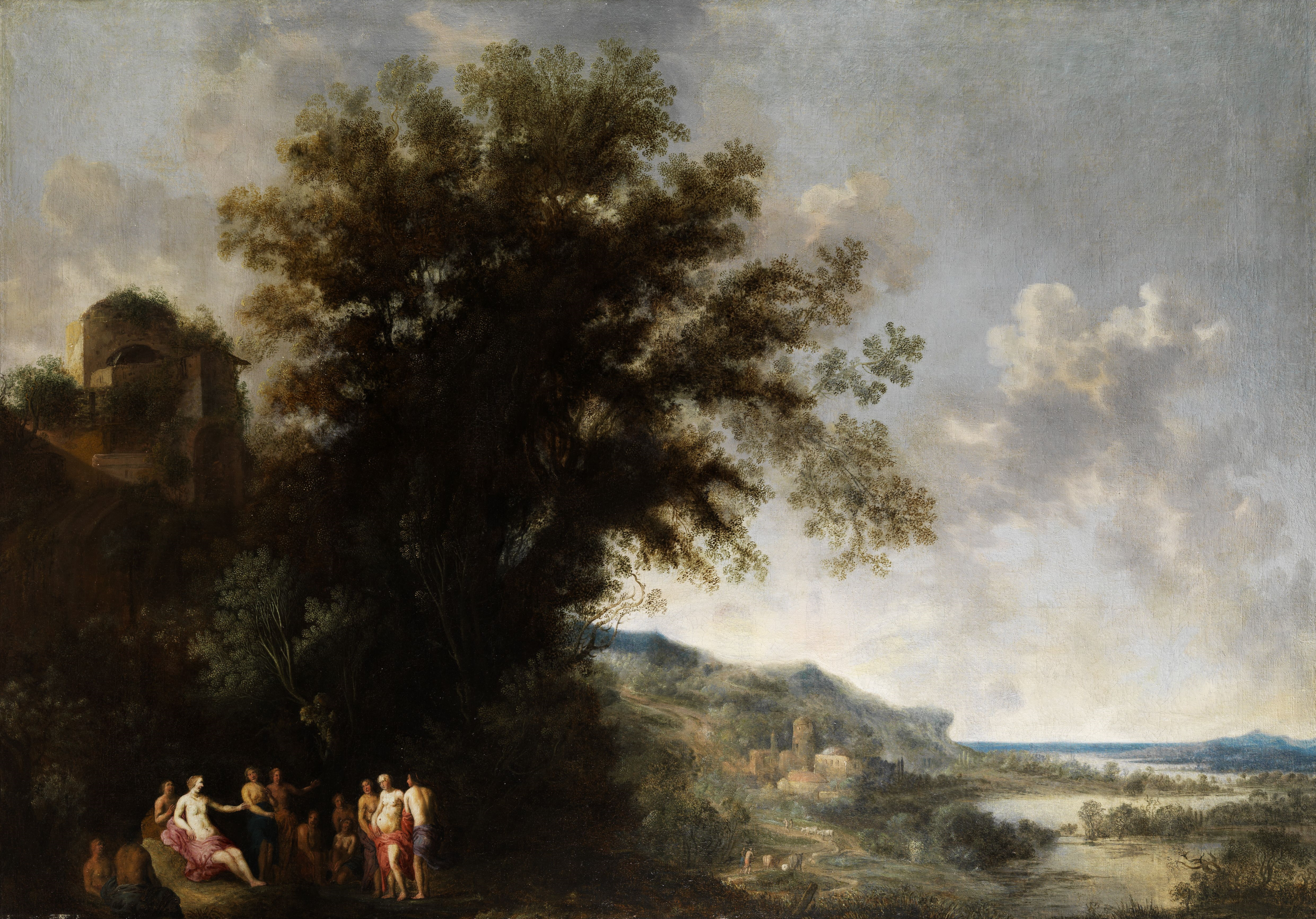
古代の人のいる風景画
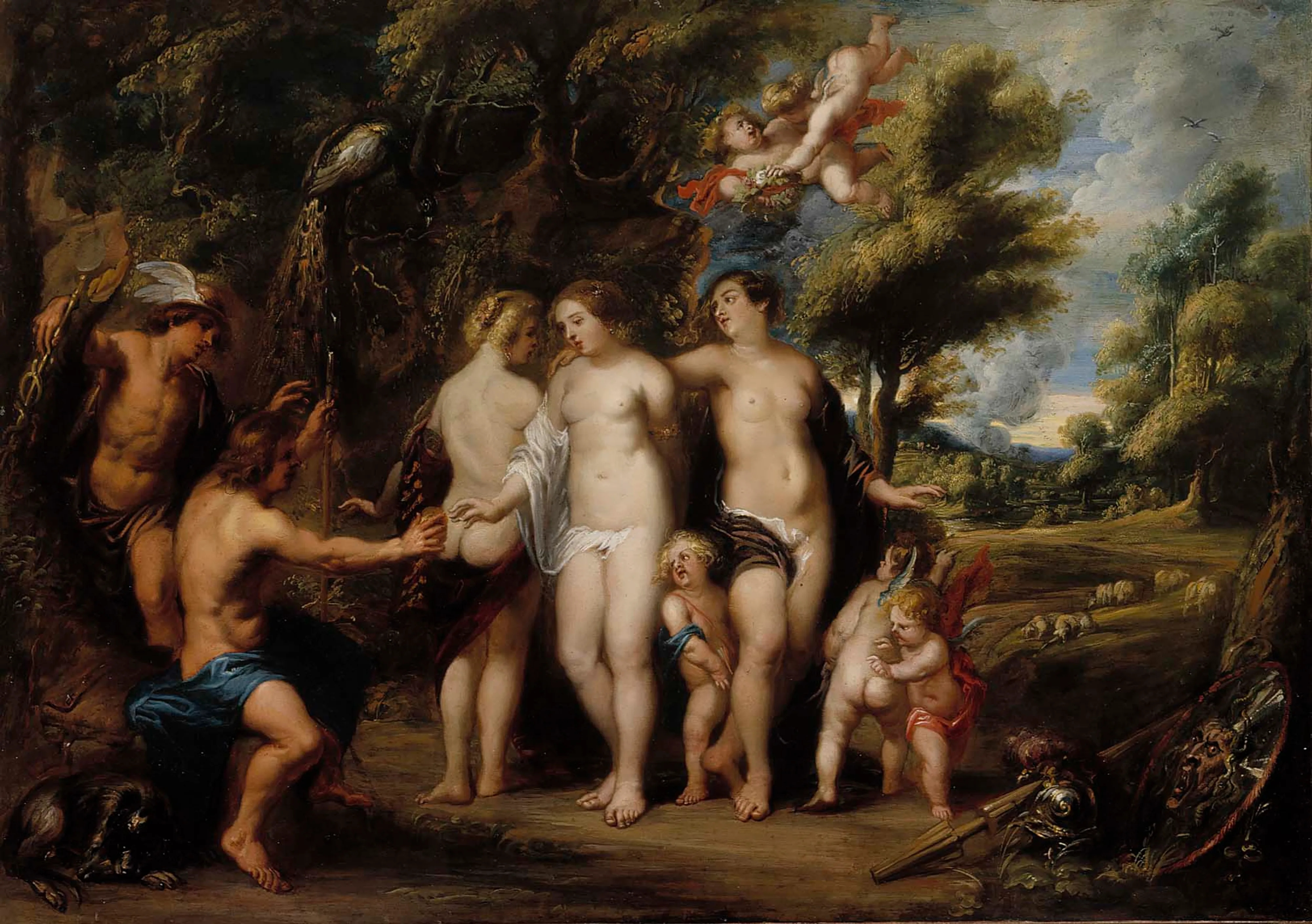
パリスの審判